# Luke Shaw
Luke Paul Hoare Shaw (Kingston upon Thames, 12 juli 1995) is een Engels voetballer die doorgaans als linksback speelt. Hij tekende in juni 2014 bij Manchester United, dat ruim 33 miljoen pond voor hem betaalde aan Southampton. Shaw debuteerde in 2014 in het Engels voetbalelftal.

## Clubcarrière

### Southampton
Shaw sloot zich op achtjarige leeftijd aan bij de jeugdopleiding van Southampton FC. Shaw maakte zijn debuut voor The Saints op 28 januari 2012 in de vierde ronde van de FA Cup tegen Millwall FC. In de zomer werd hij door trainer Nigel Adkins bij het eerste elftal gehaald. Op 5 november 2012 maakte hij zijn Premier League-debuut tegen West Bromwich Albion. Hij viel acht minuten voor tijd in. Vijf dagen later speelde hij de volledige wedstrijd tegen Swansea City. Het duel eindigde in een 1–1 gelijkspel. Op 10 januari 2013 verlengde hij zijn contract bij Southampton tot medio 2014. Op 12 juli 2013 tekende hij een verbeterd contract, waardoor hij nog tot medio 2018 vastlag bij Southampton. Hij speelde twee volledige seizoenen bij Southampton en kwam in totaal tot 67 wedstrijden.

### Manchester United
Op 27 juni 2014 werd bekend dat Shaw de overstap naar Manchester United zou maken. Op Old Trafford tekende hij een contract voor vier seizoenen. Shaw maakte zijn debuut voor United onder trainer Louis van Gaal op 27 september 2014 in een thuiswedstrijd tegen West Ham United (2–1 overwinning). In het seizoen 2014/15 speelde hij in totaal in zestien competitiewedstrijden, waarvan vijftien met een plaats in het basiselftal. Shaw kwam ook viermaal in actie in de strijd om de FA Cup 2014/15, waaronder de verloren wedstrijd tegen Arsenal FC (1–2) op 9 maart 2015. Toch was hij ook geregeld geblesseerd in zijn debuutseizoen.
Shaw liep op 15 september 2015 een dubbele beenbreuk op aan zijn rechterbeen tijdens de eerste groepsronde van de UEFA Champions League 2015/16, uit tegen PSV (2-1). Nadat hij opkwam richting het strafschopgebied van de Eindhovense ploeg, liep ingrijpen van PSV-verdediger Héctor Moreno voor hem noodlottig af. De blessure kostte hem de rest van het seizoen 2015/16. Hij kreeg tijdens zijn lange revalidatie steun van ex-voetballer David Busst, die in het seizoen 1995/96 een van de zwaarste blessures in de voetbalgeschiedenis opliep. Shaw kon uiteindelijk zijn carrière voortzetten.
Shaw maakte op 7 augustus 2016 zijn rentree in het eerste elftal van Manchester United. Van Gaals opvolger José Mourinho gaf hem die dag een basisplaats in de wedstrijd om het FA Community Shield 2016, tegen Leicester City. Trainer Mourinho en Shaw hadden geen beste relatie. De Portugees klaagde geregeld dat Shaw niet de juiste focus zou hebben. Hij bungelde dan ook tussen basis en bank en kwam in twee seizoenen onder Mourinho tweemaal tot slechts negentien wedstrijden.
Shaw maakte op 10 augustus 2018 voor het eerst in zijn profcarrière een doelpunt. Hij maakte die dag de 2–0 in een met 2–1 gewonnen competitiewedstrijd thuis tegen Leicester City. Halverwege het seizoen 2018/19 werd Mourinho ontslagen en kwam Shaw weer meer in de basiself van Manchester United. Hij kwam dat jaar tot 40 wedstrijden in alle competities en werd uitgeroepen tot Player of the Year van Manchester United. 
In de seizoenen 2019/20 en 2020/21 was hij de eerste linksback van Manchester United. Op 2 februari 2021 gaf Shaw twee assists in de 9-0 overwinning op Southampton, wat de recordoverwinning in de competitie werd. Op 26 mei 2021 stond Man United in de finale van de UEFA Europa League tegen Villarreal CF, die na 120 minuten op 1-1 stond. Daarna werden er 21 penalty's genomen die allemaal raak waren, nadat keeper David de Gea zijn strafschop gekeerd zou worden door Gerónimo Rulli, waardoor Manchester United verloor.
Het seizoen 2022/23 werd Erik ten Hag de nieuwe trainer van Manchester United en onder de Nederlandse coach beleefde Shaw een sterk jaar. Op 27 december speelde hij door blessureleed van Lisandro Martínez als linkercentrale verdediger naast Raphaël Varane en dat leverde hem lovende kritieken. Hij nam deze rol dat seizoen vaker waar, omdat Ten Hag hem prefereerde boven aanvoerder Harry Maguire en Victor Lindelöf. Op 4 april 2023 verlengde Shaw zijn contract tot de zomer van 2023. Dat seizoen speelde hij 47 wedstrijden in alle competities, het hoogste aantal uit zijn carrière. Hij was bovendien goed voor één goal en zes assists.
Zijn tweede seizoen onder Ten Hag raakte hij al gauw geblesseerd, waardoor hij een groot deel van de eerste seizoenshelft miste.

## Clubstatistieken
| Seizoen        | Club              | Competitie     | Competitie | Competitie | Beker | Beker | Internationaal | Internationaal | Totaal | Totaal |
| Seizoen        | Club              | Competitie     | Wed.       | Dlp.       | Wed.  | Dlp.  | Wed.           | Dlp.           | Wed.   | Dlp.   |
| -------------- | ----------------- | -------------- | ---------- | ---------- | ----- | ----- | -------------- | -------------- | ------ | ------ |
| 2011/12        | Southampton       | Premier League | 0          | 0          | 1     | 0     | –              | –              | 1      | 0      |
| 2012/13        | Southampton       | Premier League | 25         | 0          | 3     | 0     | –              | –              | 28     | 0      |
| 2013/14        | Southampton       | Premier League | 35         | 0          | 3     | 0     | –              | –              | 38     | 0      |
| Club totaal    | Club totaal       | Club totaal    | 60         | 0          | 7     | 0     | 0              | 0              | 67     | 0      |
| 2014/15        | Manchester United | Premier League | 16         | 0          | 4     | 0     | –              | –              | 20     | 0      |
| 2015/16        | Manchester United | Premier League | 5          | 0          | 0     | 0     | 3              | 0              | 8      | 0      |
| 2016/17        | Manchester United | Premier League | 11         | 0          | 3     | 0     | 4              | 0              | 18     | 0      |
| 2017/18        | Manchester United | Premier League | 11         | 0          | 7     | 0     | 1              | 0              | 19     | 0      |
| 2018/19        | Manchester United | Premier League | 29         | 1          | 3     | 0     | 8              | 0              | 40     | 1      |
| 2019/20        | Manchester United | Premier League | 22         | 0          | 5     | 1     | 4              | 0              | 31     | 1      |
| 2020/21        | Manchester United | Premier League | 32         | 1          | 5     | 0     | 10             | 0              | 47     | 1      |
| 2021/22        | Manchester United | Premier League | 20         | 0          | 2     | 0     | 5              | 0              | 27     | 0      |
| 2022/23        | Manchester United | Premier League | 31         | 1          | 7     | 0     | 9              | 0              | 47     | 1      |
| 2023/24        | Manchester United | Premier League | 12         | 0          | 1     | 0     | 2              | 0              | 15     | 0      |
| Club totaal    | Club totaal       | Club totaal    | 189        | 3          | 37    | 1     | 46             | 0              | 272    | 4      |
| Carrieretotaal | Carrieretotaal    | Carrieretotaal | 249        | 3          | 44    | 1     | 46             | 0              | 339    | 4      |

Bijgewerkt op 15 juli 2024.

## Interlandcarrière
Shaw kwam uit voor Engeland –16 en Engeland –17. Op 31 januari 2013 werd hij opgeroepen voor Engeland –21 voor een vriendschappelijke wedstrijd tegen Zweden. Hij moest echter afzeggen wegens een blessure. Op 5 september 2013 debuteerde Shaw uiteindelijk in het elftal onder 21 in een EK-kwalificatiewedstrijd tegen Moldavië (1–0 winst). Hij speelde mee in vijf kwalificatieduels, waarvan niet één werd verloren. Shaw behoorde in juni 2015 niet tot de selectie voor het hoofdtoernooi.
Op 27 februari 2014 werd Luke Shaw door bondscoach Roy Hodgson opgeroepen voor de vriendschappelijke interland tussen Engeland en Denemarken op 5 maart 2014. Hij viel na rust in voor Ashley Cole. Engeland won de oefenwedstrijd met 1–0, na een doelpunt van Daniel Sturridge in de 82ste minuut. Op 12 mei 2014 werd Shaw opgenomen in de selectie van Engeland voor het wereldkampioenschap voetbal 2014 in Brazilië; Ashley Cole, spelend op dezelfde positie als Shaw, werd buiten de selectie gelaten, waarna hij zijn interlandcarrière per direct beëindigde. Shaw was samen met doelman Fraser Forster (Celtic FC) met twee gespeelde interlands de minst ervaren international uit de selectie. Op het wereldkampioenschap waren ook Shaws toenmalige ploeggenoten bij Southampton Dejan Lovren (Kroatië), Maya Yoshida (Japan), Rickie Lambert en Adam Lallana (beiden Engeland), Gastón Ramírez (Uruguay) en Morgan Schneiderlin (Frankrijk) actief. Shaw zat gedurende de eerste twee groepswedstrijden op de reservebank, maar speelde het afsluitende groepsduel tegen Costa Rica volledig mee. Engeland was toen reeds uitgeschakeld.
Shaw werd op 6 juni 2024 door bondcoach Gareth Southgate opgenomen in de Engelse selectie voor het EK 2024 in Duitsland. Engeland bereikte de finale, die het met 2–1 verloor van Spanje. Shaw kwam op het toernooi als invaller in actie in de kwartfinale tegen Zwitserland en de halve finale tegen Nederland en kreeg een basisplek in de finale.
| Interlands van Luke Shaw voor Engeland | Interlands van Luke Shaw voor Engeland | Interlands van Luke Shaw voor Engeland | Interlands van Luke Shaw voor Engeland | Interlands van Luke Shaw voor Engeland | Interlands van Luke Shaw voor Engeland |
| №                                      | Datum                                  | Wedstrijd                              | Uitslag                                | Soort wedstrijd                        | Goals                                  |
| Als speler bij Southampton FC          | Als speler bij Southampton FC          | Als speler bij Southampton FC          | Als speler bij Southampton FC          | Als speler bij Southampton FC          | Als speler bij Southampton FC          |
| -------------------------------------- | -------------------------------------- | -------------------------------------- | -------------------------------------- | -------------------------------------- | -------------------------------------- |
| 1.                                     | 5 maart 2014                           | Engeland – Denemarken                  | 1 – 0                                  | Vriendschappelijk                      |                                        |
| 2.                                     | 4 juni 2014                            | Ecuador – Engeland                     | 2 – 2                                  | Vriendschappelijk                      |                                        |
| 3.                                     | 24 juni 2014                           | Costa Rica – Engeland                  | 0 – 0                                  | WK 2014                                |                                        |
| Als speler bij Manchester United FC    |                                        |                                        |                                        |                                        |                                        |
| 4.                                     | 18 november 2014                       | Schotland – Engeland                   | 1 – 3                                  | Vriendschappelijk                      |                                        |
| 5.                                     | 5 september 2015                       | San Marino – Engeland                  | 0 – 6                                  | Kwalificatie EK 2016                   |                                        |
| 6.                                     | 8 september 2015                       | Engeland – Zwitserland                 | 2 – 0                                  | Kwalificatie EK 2016                   |                                        |
| 7.                                     | 22 maart 2017                          | Engeland - Duitsland                   | 0-1                                    | Vriendschappelijk                      |                                        |
| 8.                                     | 8 september 2018                       | Engeland - Spanje                      | 1-2                                    | Nations League                         |                                        |
| 9.                                     | 28 maart 2021                          | Engeland - Albanie                     | 2-0                                    | Kwalificatie WK 2022                   |                                        |

## Erelijst
| UEFA Europa League  | 1× | 2016/17          |
| EFL Cup             | 2× | 2016/17, 2022/23 |
| FA Community Shield | 1× | 2016             |